# Stazione di Ōmi-Nakashō
La stazione di Ōmi-Nakashō (近江中庄駅?, Ōmi-Nakashō-eki) è una stazione ferroviaria della città di Takashima, nella prefettura di Shiga in Giappone. La stazione è gestita dalla JR West e serve la linea Kosei sulla sponda occidentale del lago Biwa.

## Linee
JR West
■ Linea Kosei

## Struttura
La stazione è costituita da due marciapiedi laterali con 2 binari su viadotto. 
Per quanto riguarda il traffico, per tutto il giorno alla stazione ferma in media 1 treno all'ora, un Rapido Speciale.
| 1 | ■ Linea Kosei | per Ōmi-Shiotsu e Tsuruga    |
| 2 | ■ Linea Kosei | per Yamashina, Kyoto e Ōsaka |

## Stazioni adiacenti
| «           | Servizio      | »           |
| Linea Kosei | Linea Kosei   | Linea Kosei |
| ----------- | ------------- | ----------- |
| Ōmi-Imazu   | Tutti i treni | Makino      |